# Najwa
Najwa ou Najoua ou Najoie (arabe : نجوى) est un prénom arabe féminin qui signifie « secret » ou « confidence ».

## Personnalités portant ce prénom
- Najwa Barakat (née en 1966), romancière et journaliste libanaise.
- Najoua Belyzel (née en 1981), chanteuse française d'origine marocaine et égyptienne.
- Najwa Karam (née en 1965), chanteuse libanaise.
- Najwa Nimri (née en 1972), chanteuse, compositrice et actrice espagnole.

## Toponymes
- La rivière Najoua, un affluent de la rivière Saint-Maurice dans le territoire de La Tuque (Mauricie, Québec, Canada).